# Fontellas
Fontellas ist eine Gemeinde (Municipio) in Navarra, Spanien, mit 1.022 Einwohnern (Stand: 2024), die mehrheitlich spanischsprachig sind.

## Geografische Lage
Fontellas liegt im Süden der Region Navarra im Ebro-Tal auf einer Höhe von ca. 405 m. Die Ortschaft liegt etwa 100 Kilometer südlich von Pamplona und etwa 65 Kilometer nordwestlich von Saragossa. Durch die Gemeinden führen die Autovía A-68 und die Autopista AP-68.

## Sehenswürdigkeiten
- Marienkirche (Iglesia de Nuestra Señora del Rosario)
- kaiserlicher Palast Karls V. (El Bocal) am Ebro

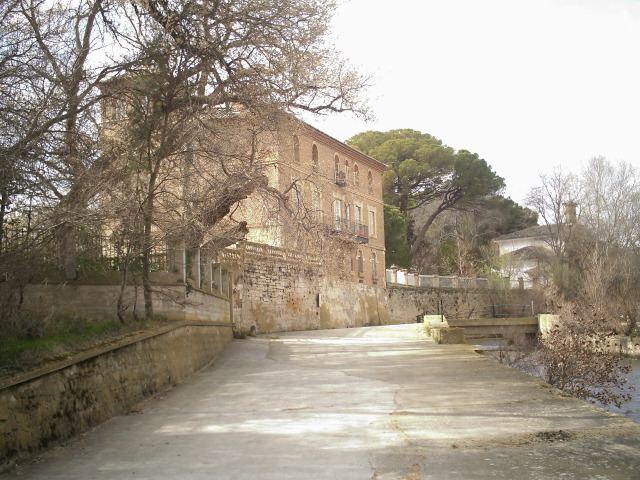
Kaiserlicher Palast